# Гари Глиттер
Га́ри Гли́ттер (англ. Gary Glitter, настоящее имя Пол Фрэ́нсис Гэдд, англ. Paul Francis Gadd, род. 8 мая 1944, Банбери, Оксфордшир, Англия) — британский поп-рок-исполнитель и автор песен, пик популярности которого пришёлся на 1972—1974 годы, когда, на волне глэм-рока, он трижды поднимался в Британии на 1-е место («I’m the Leader of the Gang (I Am)», «I Love You Love Me Love», «Always Yours»). В период с 1972 по 1995 годы Глиттер выпустил 26 хит-синглов (проведших в общей сложности 180 недель в первой сотне UK Singles Chart), 7 студийных альбомов и 15 сборников.
В конце 1990-х годов музыкальная карьера Гари Глиттера практически завершилась после того, как он в Британии был обвинён в хранении детской порнографии и оказался в списке опасных педофилов. До этого «трагического падения», как отмечает в биографии на Allmusic Дейв Томпсон, Глиттер «в течение почти четверти века был одним из любимейших в Британии исполнителей всех времён». В 2006—2008 годах Гари Глиттер отбывал трёхлетний срок во вьетнамской тюрьме по обвинению в неприличном поведении в присутствии двоих несовершеннолетних. В 2015 году приговорён британским судом к 16-летнему тюремному заключению.

## Биография
Пол Фрэнсис Гэдд родился 8 мая 1944 года в Банбери, Оксфордшир, в семье протестантов; начальное образование получил в католической школе. Первая группа Гэдда Paul Russell & His Rebels (Расселл — фамилия его отчима), дебютировала на утреннем конкурсе скиффл-групп, транслировавшемся региональным телеканалом Sutton Granada, и исполнила «Oh boy!», песню Бадди Холли.
В 1958 году тот же коллектив в обновлённом составе (с ударником Брайаном Рамси и гитаристами Майком Томпсоном и Питом Рейнером) стал резидентом Safari Club, расположенном на Трафальгарской площади. Именно здесь Пола Гэдда заметил кинопродюсер Роберт Хартфорд-Дэвис, который в течение года подписал для него контракт с Decca Records, вывел на телевидение (в программу Cool for Cats), дал небольшую роль (в фильме Stranger in the City) и помог выпустить в январе 1960 года дебютный сингл «Alone in the Night» под псевдонимом Пол Рейвен (англ. Paul Raven).
В качестве фронтмена The Rebels он провёл «сборное» турне — вместе с Ронни Корбеттом, Тони Ньюли, Майком и Берни Уинтерсами и Бернардом Бреслау — но вскоре группа распалась, и Пол Гэдд-Рейвен начал сольную карьеру.
В 1961 году, после серии концертов в Скандинавии, Пол Рейвен и его новый менеджер Вик Биллингс (англ. Vic Billings) подписали контракт с Parlophone Records. Здесь вышла вторая сорокапятка певца «Walk On Boy», но, как и дебютный сингл, в чарты она не попала. Записанный с Джорджем Мартином сингл «Tower of Strength» также не имел успеха, но зато Рейвен попал в программу Ready Steady Go, где в тот день выступали The Beatles. Именно здесь он впервые познакомился с продюсером и автором Майком Лиандером, который пригласил его в качестве вокалиста в Mike Leander Orchestra, группу, в тот момент сопровождавшую The Bachelors в их британском турне.
По окончании гастролей, уже в новом составе, Paul Raven & Boston International, Гэдд отправился в ФРГ, где в те дни наблюдался расцвет клубной сцены. Поначалу музыканты собирались пробыть там месяц, но задержались на пять лет. Все это время Гэдд не терял связи с Лиандером, который к тому времени написал уже полсотни хитов (в том числе «Early in the Morning» для Vanity Fare и «Lady Godiva» для Peter & Gordon) и занял пост главы производственного отдела в MCA Records. В апреле 1965 года певец вошёл в состав Mike Leander Show Band; руководитель коллектива, кроме того, позволил своему протеже получить опыт продюсера: тот записал синглы Тейн Расселл и шотландской бит-группы The Poets. Группа Лиандера вскоре распалась, и Рейвен c саксофонистом Джоном Россаллом (англ. John Rossall) собрали новый коллектив, Boston International, название которого позже сократилось до The Bostons: следующие несколько лет группа провела, гастролируя по Германии, изредка возвращаясь в Англию, чтобы записаться с Лиандером.
Лиандер подписал Рейвена к MCA и написал для него «Musical Man» и «Soul Thing», песни, выпущенные синглами — под псевдонимами Пол Монди (англ. Paul Monday) и Пол Рейвен. Затем под псевдонимом Раббер Бакет (англ. Rubber Bucket) была выпущена синглом песня «We Are Living in One Place», с участием хора из трёх тысяч человек, набранного из числа бездомных, ютившихся в заброшенных строениях MCA. Все эти синглы коммерчески провалились, однако, как отмечает автор биографии на Allmusic Д. Томпсон, стиль музыканта в ходе работы над ними постепенно обретал индивидуальные черты.
После того, как песни «Here Comes the Sun» Джорджа Харрисона и «Stand» Слая Стоуна в чарты не попали, Рейвен потерял контракт с MCA и отказался от псевдонима. Между тем, именно под этим именем Пол Гэдд числится в составе участников саундтрека Jesus Christ Superstar, где он исполнил арии двух священнослужителей.
В то самое время, когда Рейвен потерял контракт, Лиандер сам покинул MCA и получил офис в здании GTO. Здесь они с Полом Гэддом и приступил к обсуждению нового направления в карьере музыканта. Пол Рейвен вспоминал:

…Однажды вечером мы стали придумывать всевозможные псевдонимы, которые могли бы подойти для идеального глэм-рокера, — вспоминал Пол. — Stan Sparkle, Terry Tinsel, Galloping Gormay, Horace Hydrogen… Победителем был объявлен Gary Glitter.
Получив бесплатное студийное время «в подарок» от Дэвида Эссекса, Гари Глиттер и Лиандер записали дебютный сингл, названный в честь статьи в Melody Maker под заголовком «Rock’n’Roll Parts 1 & 2». Лиандер сыграл на всех инструментах, а Глиттер исполнил партии вокала и добавил перкуссию. 15-минутный джем был ужат до двух трёхминутных композиций под общим названием «Rock and roll, Parts One and Two».

### 1971—1996 годы
Официальным «днём рождения» Гари Глиттера считается 3 мая 1972 года, когда «Rock and Roll (Parts 1 and 2)» вышел синглом. 1500 промокопий были разосланы журналистам и радиоведущим, но главными союзниками Глиттера оказались дискотеки: именно там сингл стал хитом, из-за чего и начал медленно подниматься в чартах. В конечном итоге он дошёл до № 2 и разошёлся миллионным тиражом в одной только Великобритании. В США «Rock and Roll (Part Two)» вошёл в Top 10 (став впоследствии массовым спортивным чантом); во Франции, напротив, хитом стала первая часть. Глиттер вспоминал:
До того, как сингл оказался в чартах, мы даже не думали о концертах, а тут запаниковали, когда получили приглашение выступить в Top of the Pops. С перепугу мы набрали всех знакомых, кто только мог держать инструмент, общим числом восемь человек, оделись во всё сверкающее — и сделали им шоу!
В первый гастролирующий состав группы The Gary Glitter Rock’n’Roll Spectacular вошли: басист Джон Спрингейт (англ. John Springate), гитарист Джерри Шепперд (англ. Gerry Shepperd), барабанщики Пит Фиппс (англ. Pete Phipps) и Пит Гилл (англ. Pete Gill) и саксофонисты Харви Эллисон (англ. Harvey Ellison) и Джон Россалл.
Свой первый концерт ансамбль дал 15 июля 1972 года в Melksham Village Hall, в Уайтшире. В ходе последовавшего британского турне группа быстро сыгралась, а Глиттер выработал свой стиль активного общения с аудиторией, превращавший каждый концерт в нечто вроде культовой оргии. После того, как в октябре 1972 года сингл «I Didn’t Know I Loved You (Till I Saw You Rock’n’Roll)» поднялся в Британии до № 4 (при том, что миллион экземпляров сингла был продан до его официального выпуска), в прессе появился термин glittermania. О том, что собственный имидж Глиттер воспринимал всерьёз, свидетельствовали сообщения о том, что у него тридцать сверкающих костюмов и 50 пар фирменных «платформ». «Мы поняли, что добились главного: выработали собственное уникальное звучание, которое и сделало нас популярным. А это — самое сложное для любой группы», — вспоминал он.
Пика популярности Глиттер достиг в 1973 году, когда музыкальный стиль, которому пресса дала название the Glitter beat, стал доминировать в британских списках. За синглами «Do You Wanna Touch Me? (Oh Yeah)» и «Hello Hello I’m Back Again» (каждый из которых поднимался в Британии до № 2) последовали чарттопперы: «I’m The Leader of The Gang (I Am)» и «I Love You Love Me Love» — последний из них взлетел на вершину уже через неделю после выпуска (что было в те годы большой редкостью) и оставался там месяц.
За альбомом Touch Me (35 недель находившимся в списках) последовал триумфальный кругосветный тур, в ходе которого был снят фильм Remember Me this Way (в лондонском Rainbow Theatre).
В 1973—1974 годах Глиттер продолжал регулярно появляться в чартах: «Remember Me this Way», «Always Yours» и «Oh Yes, You’re Beautiful» поднялись до 3-го, 1-го и 2-го мест соответственно. The Glitter Band выпустил собственные синглы, «Angel Face», «Just For You» и «Let’s Get Together Again», ставшие хитами во многих странах мира (исключение составляли США). В период с 1972 по 1975 годы Глиттер продал во всём мире более 18 миллионов пластинок.
В 1975 году вышли ещё два его хита в стиле glitterbeat: «Love Like You and Me» и «Doing Alright with the Boys», после чего Глиттер отправился в Америку записывать The G.G. Album, где на бэк-вокале появился тогда ещё никому не известный Лютер Вандросс. Выдержанный в новом для Глиттера стилистическом ключе (диско + R&B), альбом не имел успеха у глиттер-фэнов, и сингл из него «Papa Oom Mow Mow» (кавер ритм-энд-блюзового хита Rivingtons) поднялся лишь до 38-го места. «Где-то на полпути Глиттер потерялся и появился Рейвен; это был хороший альбом, но совершенно неглиттеровский», — вспоминал впоследствии сам автор.
После относительных неудач сингла «You Belong to Me» и сборника Greatest Hits (# 33) Глиттер объявил о том, что прекращает концертную деятельность. Прощальное турне завершилось пятью аншлаговыми вечерами в лондонском театре New Victoria: это было его последнее шоу, снятое для телевидения.
Следующие четыре года Гари Глиттер посвятил улаживанию многочисленных личных и деловых проблем, возникших за годы непрерывной студийной и концертной деятельности. По собственному признанию, он стал много пить, впал в депрессию и некоторое время был близок к самоубийству. В 1977 году Глиттер переехал в Париж и ничем о себе не напоминал — до тех пор, пока ему не предложили роль в новозеландской постановке The Rocky Horror Show. Два года он прожил в Австралии и наконец в 1979 году вернулся в Британию. Возвращение Гари Глиттера ознаменовалось короткими клубными гастролями в ноябре 1980 года и выпуском двух независимых синглов: «What Your Momma Don’t Know» и «When I’m On», которые он впоследствии называл в числе своих лучших пластинок.
Между тем, аудитория певца изменилась: в Британии появились многочисленные последователи новой музыкальной культуры, превозносившие Глиттера как «крестного отца панк-рока». В начале 1980-х годов Глиттер вёл непрерывную концертную деятельность, причём впервые стал популярен в студенческой среде. Джоан Джетт в США выпустила хит-кавер «Do You Wanna Touch Me», Brownsville Station записали «I’m the Leader of the Gang (I Am)», и сам Гари вернулся в британский хит-парад с синглом «Dance Me Up» (№ 25, июль 1984).
Спустя полгода он выпустил свой самый значительный хит за предыдущие девять лет: «Another Rock’n’Roll Christmas» (№ 7), появился на обложке NME (еженедельника, в былые годы относившегося к его персоне скептически), принял участие в проекте Timelords («Doctorin' the Tardis», № 1 — трибьют культовому телесериалу Doctor Who) и получил на телевидении собственное шоу The Leader Talks.
С продюсером Тревором Хорном Глиттер перезаписал «Rock and Roll» и сделал совместную версию «I’m the Leader of the Gang (I Am)» с женской метал-группой Girlschool. В 1989 году Jive Bunny and the Mastermixers использовали значительную часть «Another Rock and Roll Christmas» в собственном сингле «Let’s Party», вышедшем на 1-е место.
В 1990-е годы Глиттер регулярно приглашался на гастроли и в телешоу, но его финансовую стабильность обеспечивали в основном регулярно выходившие компиляции. В 1991 году Глиттер выпустил студийный альбом Leader 2, получивший хорошую прессу. Три года спустя его выступление в Чикаго на концерте, посвящённом открытию чемпионату мира по футболу и транслировавшемся на 46 стран, произвело почти сенсацию.[уточнить]
В 1996 году Глиттер сыграл Крёстного отца в новой постановке рок-оперы Quadrophenia, выпустил синглом кавер-версию «The House of the Rising Sun». «Rock and Roll (Part Two)» к этому времени уже был использован в саундтреках «Мужской стриптиз», «Счастливчик Гилмор», «Знакомство с Факерами» и «Дублёры».
В 1991 году Глиттер открыл закусочную под названием Glitter’s Snack Bar в западной части Лондона (которая рекламировалась как «Leader of the Snack»). Поначалу она имела немалый успех, но в конечном итоге закрылась в конце 1990-х годов. В начале 1990-х годов Глиттер основал собственный лейбл Attitude Records, который впоследствии стал частью Machmain LTD, музыкальной компании, владельцем которой также являлся он сам.

### Конец музыкальной карьеры
В ноябре 1997 года Глиттер отнёс в ремонт свой ноутбук Toshiba в бристольское отделение PC World. Здесь работники обнаружили на его жёстком диске файлы с детской порнографией и сообщили в полицию.
В английской и американской прессе разразился скандал. Все проекты с участием Глиттера были приостановлены, было вырезано его выступление в фильме Spiceworld (хотя песня «I’m the Leader of the Gang (I Am)» в исполнении Spice Girls оказалась оставлена). 19 ноября 1999 года Глиттер был признан виновным в том, что он хранил у себя в компьютере детскую порнографию, и приговорён к 4 месяцам тюрьмы, из которых отсидел два.
Имя Пола Гэдда было внесено в список лиц, осуждённых за преступления, совершённые на сексуальной почве. Одновременно он был обвинён в том, что он имел интимную связь с некой Алисон Браун, когда той было 14 лет. Дело было закрыто после того, как стало известно, что Браун продала свою историю таблоиду News of the World, от которого должна была получить большую сумму в том случае, если Глиттера бы приговорили к тюремному заключению.
Выйдя из тюрьмы в 2000 году, Глиттер переехал в Испанию, где его обнаружили британские репортёры. Он попытался найти убежище на Кубе, но в страну его не пустили: выяснилось, что кубинское консульство в Лондоне получило о нём информацию как об опасном преступнике и разослало фотографии по своим аэропортам.
Глиттер вылетел в Камбоджу: здесь само его присутствие вызвало политический скандал. Камбоджийские власти выслали его из страны в 2002 году на том основании, что он «представляет опасность для национальной безопасности и порочит международную репутацию страны». Перед высылкой Глиттер трое суток провёл в тюрьме, хотя никаких обвинений ему предъявлено не было.
В 2001 году на Snapper Records вышла антология The Ultimate Gary Glitter, за которой в сентябре 2001 года последовал студийный альбом On, где, наряду с новым материалом, был представлен материал, записанный ещё до приговора 1999 года. В декабре 2004 года, после выхода нового сингла «Control» в адрес певца поступили новые обвинения в педофилии. Опасаясь ареста, Глиттер вылетел во Вьетнам.
Тем временем в 2005 году был перевыпущен документальный фильм Remember Me this Way (первоначально увидевший свет в 1974 году). Сборники The Remixes и Live in Concert (записи 1981 года), продававшиеся в Интернете, а также новая компиляция The Best of Gary Glitter продемонстрировали тот факт, что свою аудиторию он не потерял. В 2006 году весь бэк-каталог Глиттера стал доступен в электронном виде — посредством iTunes и eMusic.

#### Арест и тюремное заключение во Вьетнаме
В конце 2005 года во Вьетнаме Глиттер был арестован по обвинению в изнасиловании нескольких несовершеннолетних девочек, что поначалу грозило ему смертным приговором. Судьи, однако, не нашли никаких доказательств того, что изнасилования были. Весной 2006 года Глиттер был приговорён к трём годам лишения свободы за «неприличное поведение в присутствии двоих несовершеннолетних». Апелляция, поданная его адвокатами, была в июне отклонена.
12 ноября 2005 года Гари Глиттер исчез из дома, в котором должен был находиться согласно подписке о невыезде. Три дня спустя он был арестован в аэропорту Хошимина при попытке вылететь в Таиланд. Шесть вьетнамских девочек и женщин в возрасте от 11 до 23 лет выступили с показаниями, утверждая, что он занимался с ними сексом.
Глиттер был отправлен в тюрьму задолго до завершения расследования 26 декабря 2006 года. Все обвинения в изнасиловании были с него сняты. Получив денежные компенсации, семьи пострадавших девочек подписали общую просьбу о помиловании заключённого, которая осталась без ответа.
В мае 2006 года в интервью BBC на вопрос корреспондента, действительно ли он находился в постели с несовершеннолетней девочкой, Глиттер ответил, что «спать с девочками в одной постели и заниматься с ними сексом — две разные вещи»:

 Я отец, поэтому время от времени такое случается. Дочка влезает ночью к тебе в постель, потому что чего-то пугается, или ещё почему-то. Именно это произошло в данном случае. Она боялась привидений, настаивала — вот я и согласился. Оригинальный текст (англ.)I'm a father, so from time to time these things happen. Your daughter will come into your bed in the night because she's scared or something like that. This happened in this case over here. She was scared of ghosts, so under pressure I said OK. 

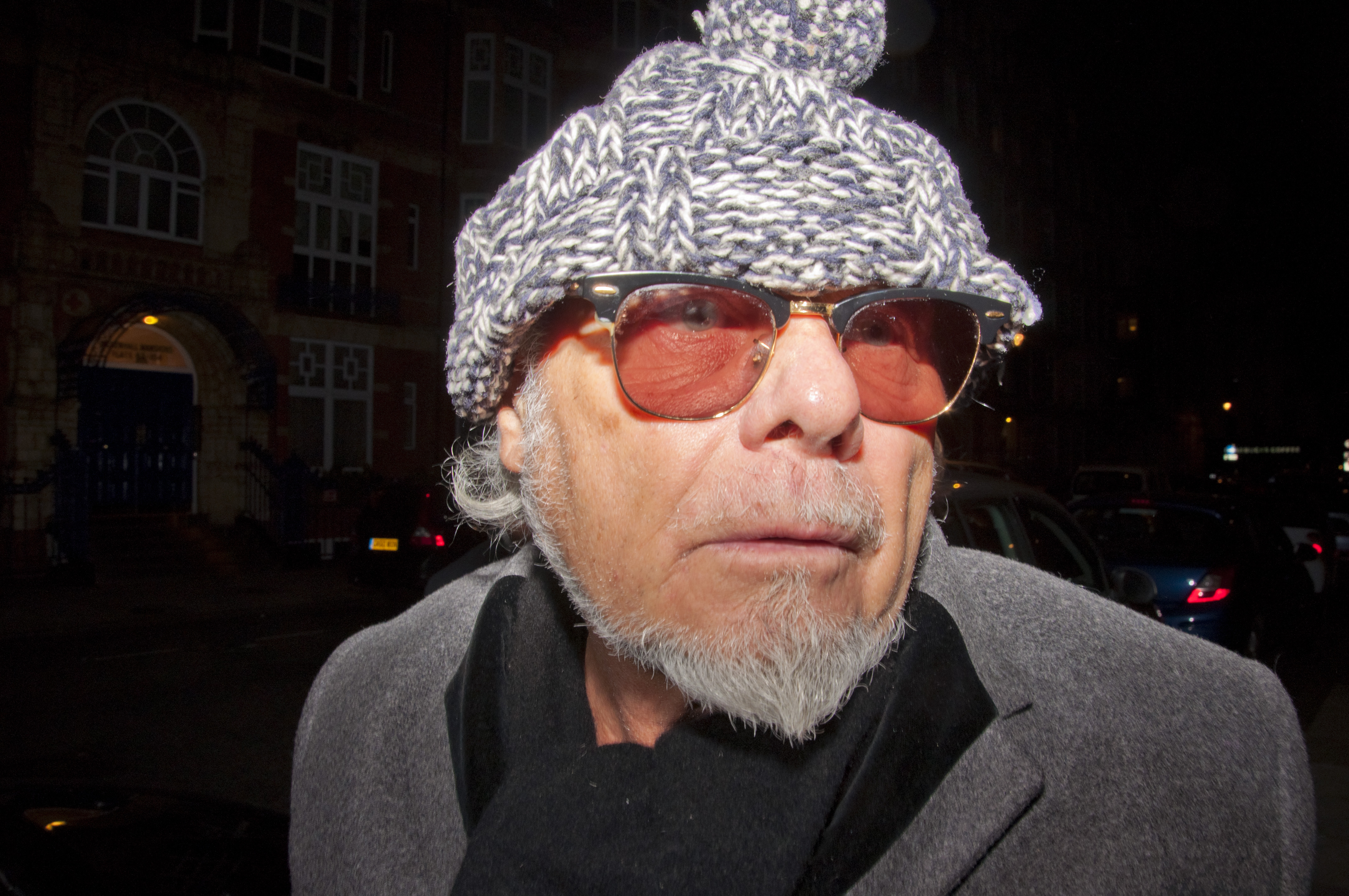
В 2012 году

В том же интервью он утверждал, что ни разу не занимался сексом с девушками младше 18 лет и что считает педофилию серьёзным преступлением.
Глиттер продолжал отрицать свою вину, выражая уверенность, что всё это подстроили британские газеты, заплатившие девочкам большие деньги за обвинительные показания. Он заявил, что имеет множество доказательств того факта, что как минимум одна газета сделала это, чтобы организовать компрометирующий фоторепортаж в одном из лондонских баров. «Во Вьетнаме отсутствует само понятие правосудия. Суд надо мной продолжался несколько часов, а защиту не выслушали вообще», — заявил он.
7 февраля 2007 года было объявлено, что Глиттер выйдет на свободу на три месяца раньше срока: в августе 2008 года. 20 января 2008 года газета News of the World сообщила о том, что Гари Глиттер перенёс сердечный приступ, но «…так и не смог умереть». Это сообщение было опровергнуто, однако тюремные власти признали, что у заключённого существуют проблемы со здоровьем, в том числе и с сердечно-сосудистой системой.
19 августа 2008 года Глиттер был освобождён из вьетнамской тюрьмы. Несколько дней спустя, после безуспешных попыток остаться в Таиланде и Гонконге, он вернулся в Великобританию.

#### Приговор 2015 года
В феврале 2015 года Глиттер был приговорён британским судом к 16-летнему тюремному заключению. Он был признан виновным в попытке изнасилования, сексуальных домогательствах и сексуальных отношениях с девочкой моложе 13 лет в период 1975—1980 годов. В начале 2023 года был выпущен из тюрьмы досрочно, после отбытия половины из его 16-летнего срока, однако уже в марте того же года вновь был возвращен в заключение из-за нарушения условий его досрочного освобождения.

## Вклад в развитие музыки
Биография Гари Глиттера на Allmusic завершается такими словами:

… Так за одну ночь один из самых обожаемых британских идолов превратился во врага народа номер один, и теперь даже самые верные союзники Глиттера сомневаются в том, что ему удастся «вынуть из мешка» ещё одно своё возвращение. Что невозможно стереть [из памяти], так это вклад его в историю рок-н-ролла — в создание «Рок-н-ролла» как такового. — Дейв Томпсон. Оригинальный текст (англ.)...Overnight, one of Britain's most adored icons became public enemy number one and even his staunchest allies now doubt whether Glitter will ever be able to pull one more comeback out of the bag. What cannot be erased, however, is the contribution he has made to the history of rock & roll — the creation of Rock and Roll itself.

## Дискография
| - 1972 — Glitter (#8 UK; #2 Aus) - 1973 — Touch Me (#2 UK; #2 Aus) - 1975 — G.G. - 1977 — Silver Star - 1984 — Boys Will Be Boys - 1991 — Leader 2 - 2001 — ON - «Rock and Roll (Parts 1 and 2)» (1972, #2 UK; #7 U.S.; #1 France; #1 Aus; #4 Ireland; Germany; #3; Canada #4) - «I Didn’t Know I Loved You (Til I Saw You Rock 'n' Roll)» (1972, #4 UK; #5 Ireland, #3 France) - «Do You Wanna Touch Me? (Oh Yeah)» (1973, #2 UK, #3 Aus, #4 Netherlands) - «Hello, Hello, I’m Back Again» (1973, #2 UK, #2 Ireland) - «I’m the Leader of the Gang (I Am)» (1973, #1 UK #2 Aus, #2 Ireland) - «I Love You Love Me Love» (1973, #1 UK; #2; Aus #2) - «Remember Me This Way» (1974, #3 UK) - «Always Yours» (1974, #1 UK; #1 Ireland) - «Oh Yes! You’re Beautiful» (1974 #2 UK; #1 Ireland) - «Love Like You and Me» (1975, #10 UK) - «Doing Alright with the Boys» (1975, #6 UK #3 Ireland) - «Papa Oom Mow Mow» (1975, #9 France) - «You Belong To Me» (1976) - «It Takes All Night Long» (1977) - «A Little Boogie Woogie in the Back of Mind» (1977) - «Oh What a Fool I’ve Been» / «365 Days (Hurry On Home)» (1978) - «Superhero» (1980) | - 1974 — Remember Me This Way (#5 UK, #8 Aus) - 1988 — The Gang, the Band, the Leader - 1990 — Live and Alive - 2005 — Live in Concert - Greatest Hits (1976, #33 UK) - I Love You Love Me Love (1977) - Always Yours (1979) - Leader (1980) - Golden Greats (1981) - C’mon, C’mon … It’s the Gary Glitter Party Album (1987) - Many Happy Returns (1992, #35 UK) - 20 Greatest Hits (1995) - The Ultimate Gary Glitter (AKA 25 Years of Hits) (1997) - Rock and Roll — Gary Glitters Greatest Hits (1998) - The Early Years (2003) - The Remixes (2005) - The Best of Gary Glitter (2006) - Russell Harty: Гари Глиттер, Эдна О’Брайен, (1973) - Remember Me This Way (1974) - Russell Harty: Лоран Беколл, Гари Глиттер, Майкл Аспел (1974) - Supersonic: Элвин Стардаст, Mud, Гари Глиттер (1975) - Russell Harty: Гари Глиттер, Джорджи Фейм, Дайана Росс (1976) - Pop at the Mill: Гари Глиттер, Джо Браун (1977) - Tiswas (1977), с участием Глиттера и Эдди Кидда - Roland Rat: The Series (1986) |  |